# Megachile chrysopygopsis
Megachile chrysopygopsis là một loài Hymenoptera trong họ Megachilidae. Loài này được Cockerell mô tả khoa học năm 1929.

## Hình ảnh

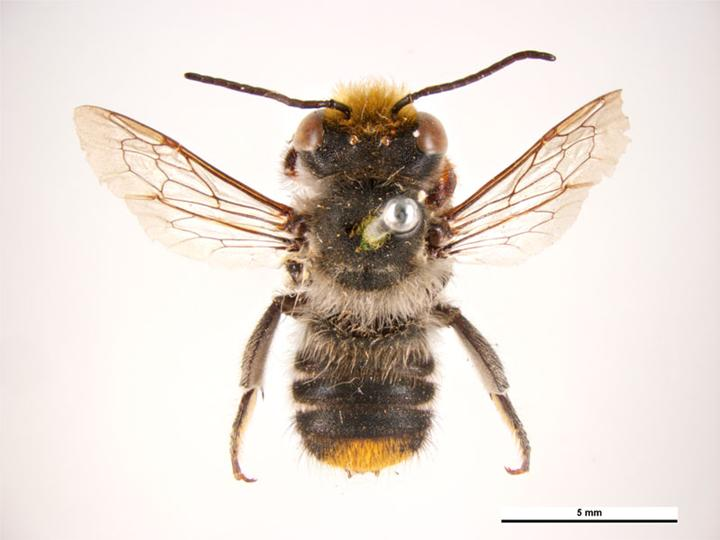